# Rhorus fulvus
Rhorus fulvus är en stekelart som beskrevs av Barron 1986. Rhorus fulvus ingår i släktet Rhorus och familjen brokparasitsteklar. Inga underarter finns listade i Catalogue of Life.